# Gwageo
Gwageo (sau kwageo) erau examenele naționale pentru serviciul civil în timpul dinastiilor Goryeo și Joseon din Coreea. De obicei destul de dificile, aceste testări măsurau cunoștințele despre clasicii chinezi, uneori și despre discipline tehnice. Acestea erau principala cale prin care majoritatea oamenilor obțineau poziții în aristocrație.
Bazat pe examenele pentru sericiul civil din China imperială, gwageo a apărut pentru prima dată în Silla unificată, câștigând importanță în Goryeo și devenind piesa centrală a educației în dinastia Joseon. Sub tutele Hyanggyo, Seowon și Seonggyungwan, studenții se pregăteau pentru gwageo și viitoarea lor carieră guvernamentală. Legea din Joseon prevedea că cei care nu erau fii de oficiali de al doilea rang deplin sau un rang mai înalt nu puteau intra în oficiul înalt dacă nu treceau gwageo. Cei care treceau cel mai înalt examen literar veneau să monopolizeze toate pozițiile înalte din stat.

## Silla
Primul examen național din Silla s-a derulat în 1788 la sugestia savantului confucianist Ghoe Chiwon. Totuși, din cauza înrădăcinatului sistem al rangului de os, care spunea că numirile trebuie făcute pe bază de naștere, aceste examene nu au avut un efect puternic în guvern. 

## Goryeo
În timpul dinastiei Goryeo, examenele naționale au devenit mai sistematice și puternice decât fuseseră în Silla. Cu toate acestea, doar una dintre mai multe căi de a ajunge la putere rămăsese. Un pm care a avusese o poziție de rangul 5 sau mai mult putea automat să aibă un fiu plasat într-o poziție de rang.
Examenele au fost stabilite în 958, în timpul domniei lui Gwangjong ca un mijloc de a rupe calea prin care doar câteva familii puternice dețineau poziții în guvern.  De-alungul dinastiei, a fost menținut acest mod de a consolida tronul în raport cu aristocrația. Aceasta a devenit de asemenea o formă prin care tronul își întărea relația cu elitele provinciale iar regii din Goryeo s-au străduit să extindă oportunitățiile educaționale pentru toate elitele locale din cuprinsul țării. De fapt, orice membru a clasei libere yangin putea să dea examenul. Descendenții călugărilor, criminalii și clasa cheonmin nu puteau da examenul. Cu toate acestea, în timp, instituțiile de învățământ conduse de guvern cum ar fi Hynggyo și Gukjam au pierdut teren în fața înstituțiilor private cum ar fi Cele Douăsprezece Adunări.
Examinările majore erau literare și veneau în două forme: testul de compoziție (jesul eop) și testul de cunoștințe clasice (myeonggyeong eop). Aceste teste se țineau oficial odată la fiecare trei ani dar în practică era ceva obișnuit ca ele să se țină și în alte momente. Testu de compoziție era văzut ca mai prestigios, aplicanții de succes fiind împărțiți în trei clase. Pe de altă parte, candidații de succes ai testului de clasici nu erau